# Under the Influence (album)
Pour les articles homonymes, voir Under the Influence.
Albums de Overkill
Taking Over
(1987) The Years of Decay
(1989)
Under the Unfluence est le troisième album studio du groupe de thrash metal américain, Overkill. Il est sorti le 5 juillet 1988 sur le label Megaforce Records et fut fut produit par le groupe et Alex Parialas.

## Historique
Cet album fut enregistré dans les studios Pyramid Sound à Ithaca, New York entre mars et avril 1988. 
Il est le premier album du groupe avec le batteur Sid Falck qui remplace Rat Skates, membre fondateur du groupe.
Cet album entra dans les charts américains du Billboard 200 où il se classa à la 142e place. En Europe, il atteindra la 42e place des charts allemands.  

## Liste de titres
- Tous les titres sont signés par D.D. Verni, Bobby "Blitz" Ellsworth et Bobby Gustafson

1. Shred - 4:05
2. Never Say Never - 5:58
3. Hello from the Gutter - 4:12
4. Mad Gone World - 4:31
5. Brainfade - 4:08
6. Drunken Wisdom - 6:18
7. End of the Line - 7:03
8. Head First - 6:02
9. Overkill III (Under the Influence) - 6:28

## Musiciens
- Bobby "Blitz" Ellsworth: chant
- D.D. Verni: basse
- Bobby Gustafson: guitares
- Sid Falck: batterie

## Charts
| Pays       | Durée du classement | Meilleur classement | Date              |
| ---------- | ------------------- | ------------------- | ----------------- |
| Allemagne  | 6 semaines          | 42e                 | 1er août 1988     |
| États-Unis | 13 semaines         | 142e                | 10 septembre 1988 |